# دیوید آرون بیکر
دیوید آرون بیکر (انگلیسی: David Aaron Baker؛ زادهٔ ۱۴ اوت ۱۹۶۳) یک هنرپیشه، و بازیگر سینما اهل ایالات متحده آمریکا است.
از فیلم‌ها یا برنامه‌های تلویزیونی که وی در آن نقش داشته‌است می‌توان به این نیز بگذرد اشاره کرد.